# Serbatoio alare

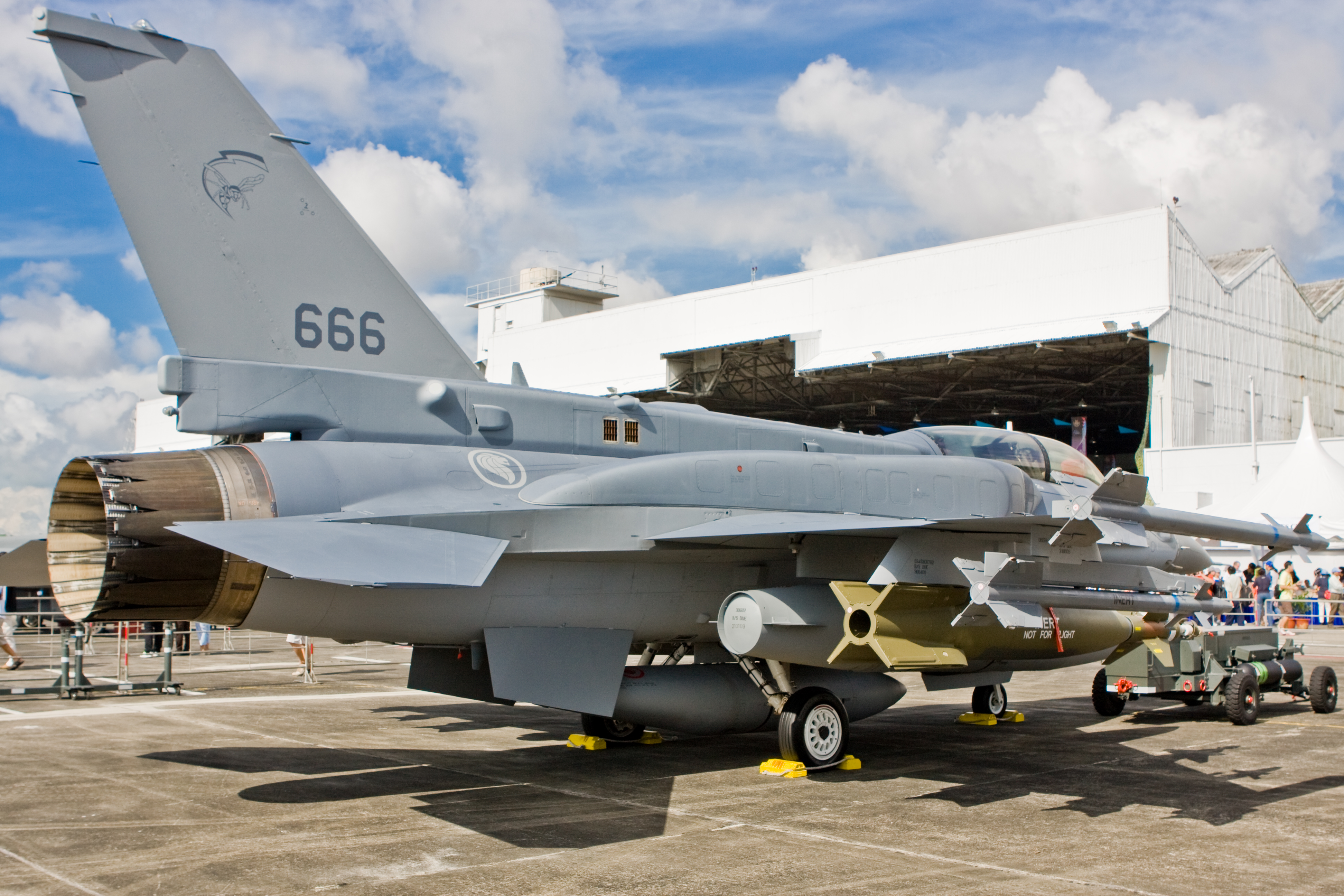
F-16D con serbatoi carburante conformanti alla fusoliera

Il serbatoio alare è genericamente definito quale serbatoio principale di un velivolo. 

## Caratteristiche
A causa della grande quantità di combustibile da trasportare a bordo di un velivolo, in funzione della classe d'appartenenza, vengono utilizzate le cavità interne delle ali. La corretta posizione dello stivaggio del combustibile può avere un'influenza importante per le possibili variazioni della posizione del baricentro: un corretto posizionamento del combustibile tiene quindi conto dei volumi disponibili a bordo del velivolo, in modo da lasciare il massimo spazio possibile ai carichi paganti.

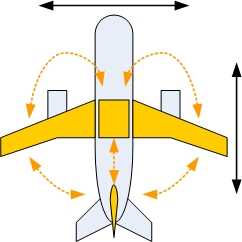
grafico raffigurante serbatoi di zavorra in un aereo

## Collocazione tipica
La tipica soluzione generalmente adottata sui velivoli da trasporto passeggeri è con serbatoi alari e con serbatoi stivati nella parte ventrale della fusoliera, sotto l'area di carico. Nei velivoli militari, a queste posizioni si aggiungono altre configurazioni come i serbatoi conformanti alla fusoliera, ma esterni, oppure i serbatoi sub-alari o ancora i serbatoi all'estremità dell'ala.

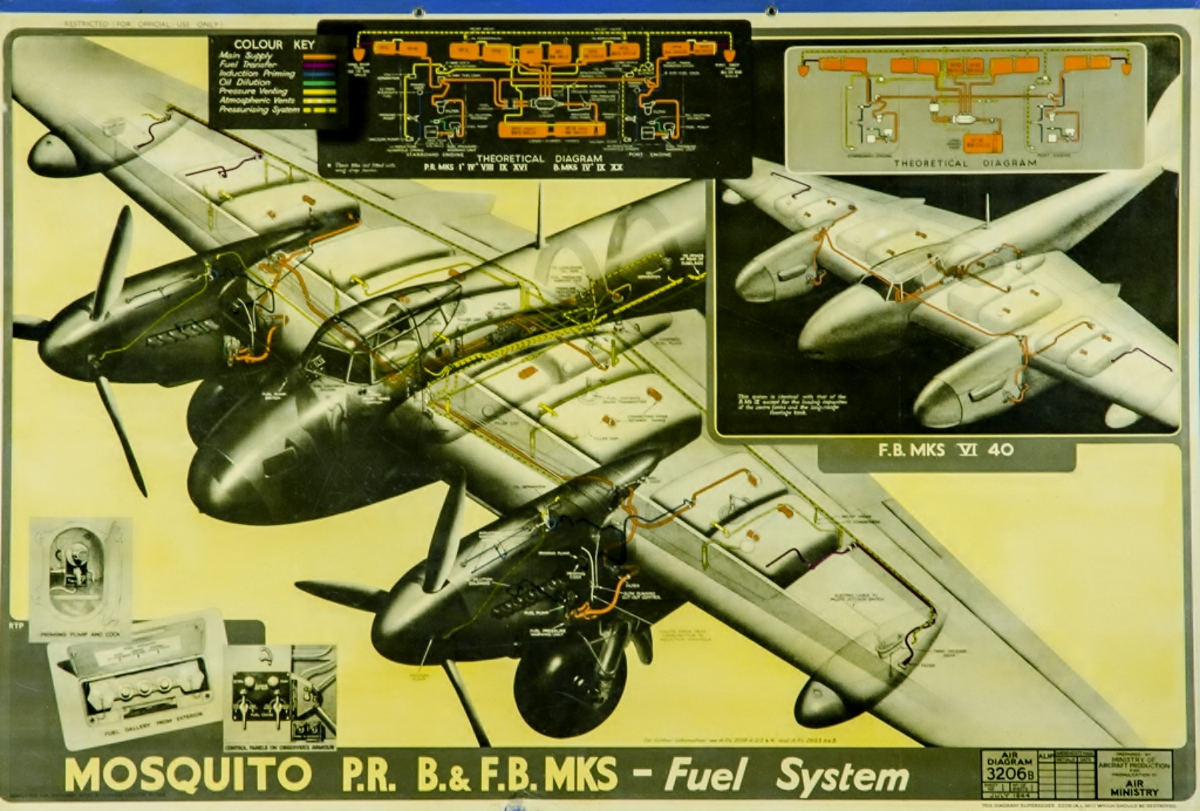
Sistema di alimentazione carburante di un Mosquito